# Renato Scorticati
Renato Scorticati (Reggio Emilia, 25 de junio de 1908 - Albinea, Provincia de Reggio Emilia, 23 de enero de 1978) fue un ciclista italiano, profesional entre 1930 y 1940. De su palmarés destaca lo Giro del Lacio de 1934, y el Giro del Vèneto de 1936.

## Palmarés
- 1931
  - 1º en la Coppa del Re
- 1934
  - 1º en el Giro del Lacio
  - 1º en el Giro de Toscana y vencedor de una etapa
- 1936
  - 1º en el Giro del Vèneto
- 1937
  - 1º en la Milán-Mantua

### Resultados al Giro de Italia
- 1931. 15º de la clasificación general
- 1932. 10º de la clasificación general
- 1933. 21º de la clasificación general
- 1934. 13º de la clasificación general
- 1935. 21º de la clasificación general
- 1936. 24º de la clasificación general

### Resultados al Tour de Francia
- 1933. Abandona (10a etapa)